# Giovanni Buzzacchi
Giovanni Benedetto Buzzacchi (né à Medole le 15 octobre 1836 et mort dans la même ville le 21 janvier 1900) est un patriote et un médecin italien.

## Biographie
Giovanni Buzzacchi est né dans une famille aisée, il suspend ses études de médecine de l'Université de Pavie, avec son compatriote et ami Pietro Scaratti pour participer à la l'expédition des Mille au cours de laquelle il combat à Calatafimi, Palerme et Milazzo, intervenant aussi comme médecin faisant preuve d'une grande habileté chirurgicale.
Il rentre chez lui et termine ses études et se consacre à la profession de médecin jusqu'à ce que  Giuseppe Garibaldi l'appelle, en 1866, comme médecin personnel et coordinateur du service chirurgical du corps des volontaires italiens lors de la campagne dans le Trentin lors de la Troisième guerre d'indépendance.
De retour à la vie civile, il devient chef de l'hôpital civil de Mantoue, poste qu'il occupe pendant plus de vingt ans et où il introduit les nouvelles techniques d'hygiène par la stérilisation des instruments chirurgicaux, ayant compris les fondements des théories de Louis Pasteur.
Il meurt dans sa maison natale peu de temps après sa retraite. Il est enterré à sa demande avec une photographie de Garibaldi.

## Sources
- (it) Cet article est partiellement ou en totalité issu de l’article de Wikipédia en italien intitulé « Giovanni Buzzacchi » (voir la liste des auteurs).